# Barockens musik
Barockmusik är en beteckning på musik från den tidsepok inom musikvetenskapen som sträcker sig från början av 1600-talet fram till ca 1750. Det var Jan Pieters Sweelinck (1562-1621) som inledde barocken och det var vid Georg Friedrich Händels död 1759 som man anser att musikepoken barocken i praktiken tog slut. Dock kan Wilhelm Friedemann Bachs kompositioner betraktas som barockmusik.
Barockens kompositörer var mycket inspirerade/påverkade av de som ledde landet just då. I bland annat Italien och Tyskland var den största makten kyrkan och då var det den som beställde musik av tonsättarna.
Den karakteriseras av systematisk flerstämmighet, basso continuo, solistmusik. Andra kännetecken brukar vara dess jämna puls - den är lätt att stampa takten till - och terrassdynamik. Den framträdde först i Italien och kallades då stile moderno (i motsats till stile antico) i slutet av 1500-talet. Musikens uppgift var att följa och avbilda textens innehåll och försöka efterlikna de mänskliga uttryck som därmed kom till (se affektlära). Förmodligen därför arbetade kompositörerna med nya former som sonat, opera och konsert.

## Kompositörer
- Claudio Monteverdi (1567-1643)
- Francesca Caccini (1587-1640)
- Barbara Strozzi (1619-1677)
- Jean-Baptiste Lully (1632-1687)
- Dietrich Buxtehude (1637-1707)
- Marc-Antoine Charpentier (1643-1704)
- Johann Pachelbel (1653-1706)
- Arcangelo Corelli (1653-1713)
- Marin Marais (1656-1728)
- Henry Purcell (1659-1695)
- Alessandro Scarlatti (1660-1725)
- Élisabeth Jacquet de La Guerre (1665-1729)
- François Couperin (1668-1733)
- Tomaso Albinoni (1671-1750)
- Antonio Vivaldi (1678-1741)
- Georg Philipp Telemann (1681-1767)
- Jean-Joseph Mouret (1682-1738)
- Jean-Philippe Rameau (1683-1764)
- Johann Gottfried Walther (1684-1748)
- Johann Sebastian Bach (1685-1750)
- Georg Friedrich Händel (1685-1759)
- Domenico Scarlatti (1685-1757)
- Johan Helmich Roman (1694-1758) - svensk
- Johann Joachim Quantz (1697-1773)
- Johann Adolf Hasse (1699-1783)
- Giovanni Battista Pergolesi (1710-1736)
- Jean-Marie Leclair (1697-1764)
- Domenico Alberti (1710-1740)